# Nemaschema limbicolle
Nemaschema limbicolle là một loài bọ cánh cứng trong họ Cerambycidae.